# شهرک صنعتی پیرانشهر
شهرک صنعتی پیرانشهر، روستایی است از توابع بخش مرکزی و در شهرستان پیرانشهر استان آذربایجان غربی ایران.

## جمعیت
این روستا در دهستان پیران قرار داشته و بر اساس سرشماری سال ۱۳۸۵ جمعیت آن ۳۲ نفر (۷ خانوار)
بوده‌است.